# Parachironomus subalpinus
Parachironomus subalpinus är en tvåvingeart som först beskrevs av Maurice Emile Marie Goetghebuer 1931.  Parachironomus subalpinus ingår i släktet Parachironomus och familjen fjädermyggor. Arten är reproducerande i Sverige. Inga underarter finns listade i Catalogue of Life.